# Баранова Килина Григорівна
Килина (Акулина) Григорівна Баранова (нар. 1 травня 1910, село Вікторинівка Путивльського повіту Курської губернії, тепер Буринського району Сумської області — 8 лютого 1983, місто Буринь Буринського району Сумської області) — українська радянська діячка, новатор сільськогосподарського виробництва, ланкова колгоспу «Перше травня» Буринського району Сумської області. Герой Соціалістичної Праці (26.02.1958). Депутат Верховної Ради УРСР 5—7-го скликань.

## Біографія
Народилася в селянській родині. Рано залишилася без батьків. З 1922 року працювала в сільському господарстві.
У 1930 році вступила в колгосп імені Будьонного села Воскресенки Буринського району, де працювала у буряківничій ланці. З 1937 року — ланкова колгоспу. У 1943—1945 р. — бригадир рільничої бригади колгоспу.
У 1945—1973 р. — ланкова колгоспу імені Будьонного (потім — «Дружба», «Перше травня») села Воскресенки Буринського району Сумської області. Займалася вирощуванням високих врожаїв цукрових буряків. У 1949 році була ініціатором руху косарів Буринського району. Ланка Баранової стала народною школою, де молоді буряководи Сумщини проходили курс навчання з вирощування цукрових буряків.
Член КПРС з 1957 року.
У 1964 році ланка Килини Баранової зібрала по 551 центнеру цукрових буряків з кожного гектара, у 1965 році — по 556 центнерів цукрових буряків з кожного гектара.
Відомий український скульптор Михайло Лисенко у 1966 році створив скульптурний портрет К. Г. Баранової у техніці оргскла.
З 1973 року — персональний пенсіонер у місті Бурині Буринського району Сумської області. Померла в місті Бурині та була похована на місцевому Вольнівському кладовищі.

## Нагороди
- Герой Соціалістичної Праці (26.02.1958)
- три ордени Леніна (26.02.1958, 31.12.1965, 23.06.1966)
- орден Жовтневої Революції
- медалі